# Джеймстаун (Теннессі)
Джеймстаун (англ. Jamestown) — місто (англ. city) в США, в окрузі Фентресс штату Теннессі. Населення — 1935 осіб (2020).

## Географія
Джеймстаун розташований за координатами 36°25′51″ пн. ш. 84°56′8″ зх. д. / 36.43083° пн. ш. 84.93556° зх. д. (36.430773, -84.935584).  За даними Бюро перепису населення США в 2010 році місто мало площу 7,52 км², з яких 7,52 км² — суходіл та 0,00 км² — водойми.

## Демографія
Згідно з переписом 2010 року, у місті мешкало 1959 осіб у 872 домогосподарствах у складі 441 родини. Густота населення становила 261 особа/км².  Було 1010 помешкань (134/км²).
Расовий склад населення:
| - 96,6 % — білих - 0,7 % — корінних американців - 0,1 % — чорних або афроамериканців - 1,0 % — осіб інших рас |

До двох чи більше рас належало 1,5 %. Частка іспаномовних становила 2,7 % від усіх жителів.
За віковим діапазоном населення розподілялося таким чином: 23,3 % — особи молодші 18 років, 56,2 % — особи у віці 18—64 років, 20,5 % — особи у віці 65 років та старші. Медіана віку мешканця становила 41,4 року. На 100 осіб жіночої статі у місті припадало 82,6 чоловіків;  на 100 жінок у віці від 18 років та старших — 74,9 чоловіків також старших 18 років.
Середній дохід на одне домашнє господарство  становив 22 564 долари США (медіана — 15 721), а середній дохід на одну сім'ю — 26 276 доларів (медіана — 22 575). За межею бідності перебувало 50,5 % осіб, у тому числі 63,1 % дітей у віці до 18 років та 26,6 % осіб у віці 65 років та старших.
Цивільне працевлаштоване населення становило 363 особи. Основні галузі зайнятості: освіта, охорона здоров'я та соціальна допомога — 26,4 %, виробництво — 20,4 %, роздрібна торгівля — 12,9 %, науковці, спеціалісти, менеджери — 9,9 %.